# Monte Stroschein
Il Monte Stroschein (in lingua inglese: Mount Stroschein) è una montagna antartica alta 1.020 m e situata 3,7 km a sudovest del Weber Ridge delle Anderson Hills, nel settore settentrionale del Patuxent Range dei Monti Pensacola, in Antartide. 
La dorsale è stata mappata dall'United States Geological Survey (USGS) sulla base di rilevazioni e foto aeree scattate dalla U.S. Navy nel periodo 1956-66.
La denominazione è stata assegnata dall'Advisory Committee on Antarctic Names (US-ACAN), in onore di Leander A. Stroschein, meteorologo presso la Stazione Plateau durante l'inverno 1965-66 e 1966-67.